# Spregiudicati
Spregiudicati (Idiot's Delight) è un film del 1939 diretto da Clarence Brown e interpretato da Norma Shearer e Clark Gable.

## Trama

### Esposizione
Harry Van, un veterano statunitense della prima guerra mondiale, tenta di rientrare nell'industria dello spettacolo e finisce in uno spettacolo d'incerto mentalismo con un'inetta, anziana alcolizzata, Madame Zuleika. Mentre recita a Omaha, viene corteggiato da Irene, una trapezista, che si dichiara proveniente dalla Russia e che spera di sostituire la partner ubriacona di Harry nello spettacolo e di diventare la sua amante. Essi trascorrono una romantica notte, ma lui è sospettoso dell'esagerato volo di fantasia di Irene. I treni su cui viaggiano Harry, con Zuleika, e la troupe di Irene vanno, il giorno successivo, in opposte direzioni.

### Azione
Vent'anni più tardi, dopo diversi impieghi, Harry è impresario e attore con "Les Blondes", un corpo di ballo di sei donne, in viaggio per l'Europa. Mentre prendono un treno dalla Romania alla Svizzera, essi rimangono bloccati in un hotel alpino di un innominato paese prossimo alla guerra, quando le frontiere vengono chiuse e la guerra è imminente. I passeggeri osservano attraverso le ampie vetrate della hall dell'hotel dozzine di bombardieri che decollano da un campo di aviazione al fondo di una valle pittoresca e volano via in formazione.
Tra i passeggeri che si trattengono nella hall, Harry incontra Irene, una vistosa bionda platinata con un forte accento russo, che sta viaggiando come amante di un ricco imprenditore nel campo delle armi, Achille Weber. Sebbene ella sostenga di non essere mai stata ad Omaha, le casuali allusioni di Harry mostrano che lui è convinto che lei sia la trapezista che aveva colà conosciuto, e lui crede che anche lei lo abbia riconosciuto. Un pacifista agitato si scaglia davanti ai suoi compagni di viaggio contro le armi di Weber, che egli dice stiano dietro la guerra appena scoppiata, e descrive per loro come gli aerei che hanno visto scomparire sopra le spettacolari montagne innevate uccideranno migliaia di persone in altri paesi.
Il pacifista viene portato via e fucilato dalla polizia di frontiera, comandata da un amichevole e impeccabile Capitano Kirvline, che si unisce ai passeggeri in attesa nell'hotel.
Nella loro suite, un'alterata Irene esplode e dice a Weber "la verità che lei aveva sempre voluto dirgli". Ella lo biasima per le probabili morti di un gran numero di persone in guerra, tra le cui vittime - nella sua vivida accusa - può essere compresa anche la coppia di giovani sposi inglesi, i Cherry, che loro hanno incontrato nell'hotel, tutti uccisi dalle armi che vende Weber.
Il confine svizzero viene riaperto di nuovo il giorno seguente e i passeggeri, temporaneamente alloggiati nell'hotel, possono proseguire nel loro viaggio. Essi comprendono che farebbero bene ad andarsene il più presto possibile, poiché paesi stranieri probabilmente vorranno replicare al bombardamento del giorno precedente colpendo il vicino campo di aviazione, il che potrebbe comportare la caduta per errore di bombe sul loro hotel. Mentre ognuno cerca di affrettarsi ad andarsene, Irene scopre che Weber ha deciso di scaricarla quando si rifiuta di garantire per il suo incerto passaporto della Lega delle Nazioni nei confronti del Capitano Kirvline, il quale dice a Irene che lei deve rimanere in hotel.
Dopo aver scortato il suo "Les Blondes" alla frontiera svizzera, Harry torna per rimanere con Irene. Ella ammette di essere la donna da lui incontrata a Omaha vent'anni prima e di amarlo ancora.
Harry parla del futuro di lei, di recitare con lui e "Les Blondes". Si odono aerei in avvicinamento e viene loro detto di recarsi subito nel rifugio antiaereo, ma Irene si dice contraria a morire in una cantina. Mentre Harry tenta di portarla via, una bomba distrugge in parte l'hotel e blocca la loro fuga dalla hall.

### Due finali

#### Nazionale
Il finale proiettato per gli spettatori nordamericani (Statunitensi e Canadesi) vede Harry e Irene che parlano dei loro piani per il futuro nella speranza di distogliere le loro menti dalle esplosioni delle bombe che esplodono fuori dell'hotel. Harry riprova con lei il codice segreto che Irene lo vide utilizzare con il suo partner "lettore del pensiero" a Omaha. Quando il bombardamento termina e la valle alpina torna serena, Irene descrive entusiasticamente il loro futuro insieme, mentre Harry comincia a suonare il piano danneggiato. Il finale del film non prosegue come l'originale nel "suonare la campana" della distruzione, ma prende una via più lieve e romantica nel rappresentare la minaccia delle bombe.

#### Internazionale
Nella versione per gli spettatori del resto del mondo, Harry suona il piano mentre essi cantano un inno (Abide With Me) della giovinezza di Harry nella speranza di distogliere le loro menti dalle bombe che scoppiano fuori. Essi si abbracciano quando la valle torna di nuovo serena.
Lo scopo di marketing dello studio con la sequenza di un bombardamento solenne è venuta meno. Dopo il guaio per cui i produttori

...cercarono di renderlo più accettabile per gli stati totalitari, sembra che tutto sia stato inutile, nonostante la nebulosa collocazione geografica e lo scrupoloso uso dell'Esperanto, e che il film sia stato bandito da questi paesi, in ogni caso.

## Produzione
Il film fu prodotto dalla Metro-Goldwyn-Mayer (MGM) (controllata dalla Loew's Incorporated). Il soggetto era tratto dalla commedia Idiot's Delight premio Pulitzer 1936 di Robert E. Sherwood che firmò anche la sceneggiatura del film.

## Distribuzione
Distribuito dalla Metro-Goldwyn-Mayer (MGM), il film uscì nelle sale cinematografiche statunitensi il 27 gennaio 1939.